# Czumsk Duży
Czumsk Duży [pronunciación en polaco: /ˈt͡ʂumsk ˈduʐɨ/] (en alemán: Schummen) es un pueblo en el distrito administrativo de Gmina Rogowo, dentro del Distrito de Rypin, Voivodato de Cuyavia y Pomerania, en el norte de Polonia central. Se encuentra aproximadamente a 12 kilómetros al sur de Rypin y a 60 kilómetros al este de Toruń.